# Globální mozek
Globální mozek je hypotetická konstrukce, která se skládá z širokého konceptu témat a teorií. Tyto, ač často nejednotné je možné formulovat do následující definice: „globální mozek je metaforickým vyjádřením globální informační sítě, která představuje „mozek“ společnosti.“ Přičemž předpokladem této hypotézy je chápání globalizované společnosti jako komplexního superorganismu, který má podobné funkce, jako organismus živý. Globální mozek je tedy „orgánem“ kolektivní inteligence informační či spíše znalostní společnosti.
Původ myšlenky se datuje do období starověkého Řecka, v němž vznikla představa, že lidstvo může být chápáno jako komplexní sociální systém neboli tzv. superorganismus. Tedy organismus, který se skládá z množství dalších organismů, jež v něm přestávají zčásti nebo úplně fungovat jako samostatné entity ale vytváří jednotný svébytný celek superorganismu. Koncepce superorganismu úzce souvisí se systémovou teorií. V této perspektivě jsou lidé nahlíženi jako analogie nervových buněk, které jsou navzájem propojeny komunikační kanály a souhrnně tedy vytváří globální mozek. Tato filozofie poukazuje na možnost, že se dílčí poznání spojuje v souhrnný celek z něhož má prospěch - a zároveň ho vytváří - jak jednotlivec, tak společnost. Teorie globálního mozku souvisí se systémovou teorií. V rámci ní mají systémy své prvky, tyto prvky pak mají mezi sebou vztahy. Prvek je vždy to, co funguje pro systém jako dále nerozložitelná jednotka na zvolené analytické úrovni. V časové perspektivě je prvkem i časová událost. Všechny systémy mají určitou mírou sebereference (autopoiesis); jedná se o určitou formu odkazu k sobě samému, přeneseně je to něco jako zpětná vazba. Systém sám sebe učí na základě zkušeností ze svého prostředí. Funguje to i na úrovni odkazu sama k sobě.
Termín „globální mozek“ byl použit poprvé v roce 1982 Peterem Russellem v knize Globální mozek (The Global Brain). V osmdesátých letech se začalo také diskutovat o tom, jak by mohl být internet využit k dosažení tohoto cíle. První recenzovaný článek na toto téma vydal Gottfried Mayer-Kress. Ve své studii popisující prameny intelektuální historie, které přispěly k hypotéze globálního mozku, Francis Heylighen rozlišuje čtyři perspektivy: „organicismus“, „encyklopedismus“, „emergentismus“ a „evoluční kybernetiku“. Tvrdí, že se vyvinuly v relativní nezávislosti, ale nyní se sbližují ve své vlastní vědecké reformulaci.
Zastánci hypotézy globálního mozku tvrdí, že internet stále více zapojuje své uživatele do jednoho systému zpracování informací, jenž tak zároveň funguje jako určitý nervový systém celé planety. Inteligence této sítě je kolektivní nebo distribuovaná: není centralizovaná nebo lokalizovaná v podobě žádného konkrétního bodu, osoby, organizace nebo počítačového systému. Proto ji také nikdo nemůže ovládat nebo kontrolovat. Spíše organizuje sama sebe a vystupuje z dynamických sítí interakcí mezi jednotlivými součástmi. To je vlastnost typická pro komplexní adaptivní systémy. Světový web (The World-Wide Web) se zejména podobá organizaci mozku v oblasti webových stránek (hraje podobnou roli neuronů) spojených hypertextovými odkazy (které hrají roli podobnou úloze synapsí), dohromady tvoří asociativní síť, po které informace šíří. Tato analogie se stává silnější, se vzestupem sociálních médií, jako je Facebook, kde spojení mezi osobními stránkami představuje vztahy v sociální síti, podél které informace se šíří z člověka na člověka. Takové šíření připomíná aktivaci neuronových sítí, které mozek používá, když zpracovává jednotlivé dílčí informace.